# A4042 road
Die A4042 road (englisch für Straße A4042) ist eine nahezu auf ihrer gesamten Länge als Primary route ausgewiesene, 167 km lange Fernverkehrsstraße, die von Newport (Gwent) (walisisch Casnewydd) nach Abergavenny (walisisch Y Fenni) führt.

## Verlauf

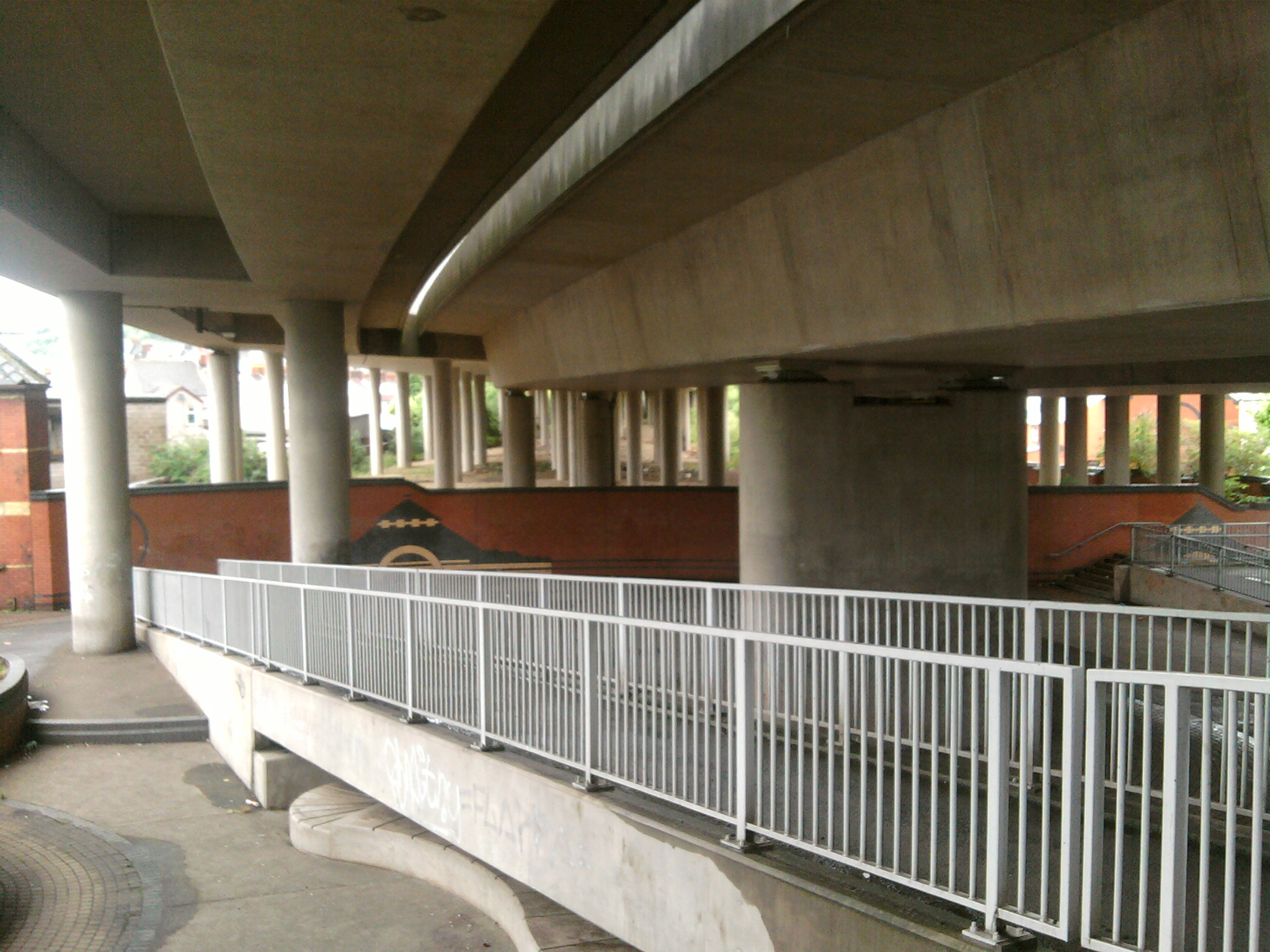
Kunstbauten der Straße in Newport

Die knapp 30 km lange Straße nimmt in Newport an der A48 road ihren südlichen Ausgangspunkt, kreuzt bei der Anschlussstelle junction 25A den M4 motorway, wird dort zur Primary route, umgeht dann Cwmbran und Pontypool (walisisch Pont-y-pŵl) östlich und verläuft in nördlicher Richtung nördlich Pontypool für rund 5 km gemeinsam mit der A472 road. Dort, wo sich die beiden Straßen wieder trennen, endet der vierstreifige Ausbau. Die A4042 führt weiter nach Norden und endet am Zusammentreffen mit der A40 road und der A465 road bei Abergavenny.